# Krynica-Zdrój (stad)
Krynica-Zdrój is een stad in het Poolse woiwodschap Klein-Polen, gelegen in de powiat Nowosądecki. De oppervlakte bedraagt 40,17 km², het inwonertal 11.417 (2005).
De stad wordt in Pools "the pearl of the Polish Spas" genoemd vanwege haar mooie ligging in de bergen. In de jaren dertig was de stad bekend omdat de beroemde zanger Jan Kiepura en zijn vrouw Marta Eggerth er een gerenommeerd hotel runden. De laatste jaren werd Krynica in het geheel gemoderniseerd.
Krynica-Zdrój valt onder de gelijknamige gemeente Krynica-Zdrój.

## Verkeer en vervoer
- Station Krynica

## Sport
In 1931 is hier het wereldkampioenschap ijshockey gehouden. Canada werd wereldkampioen voor de Verenigde Staten en Oostenrijk. Pas in 1976 is er voor de tweede keer een WK in Polen georganiseerd. Katowice was toen de gastheer.

## Geboren in Krynica-Zdrój
- Nikifor (1895–1968), een dakloze Poolse schilder van naïeve kunst.
- Katarzyna Kawa (1992), tennisspeelster